# Dillenia blanchardii
Dillenia blanchardii är en tvåhjärtbladig växtart som beskrevs av Jean Baptiste Louis Pierre. Dillenia blanchardii ingår i släktet Dillenia och familjen Dilleniaceae. Inga underarter finns listade i Catalogue of Life.